# Miháld
Miháld è un comune dell'Ungheria di 921 abitanti (dati 2001). È situato nella contea di Zala.